# Alejandro Brand
Alejandro Brand Quintero (Medellín, 15 de mayo de 1950) es un exfutbolista y economista colombiano. Se destacó siendo un one-club man en Millonarios, habiendo disputado 400 partidos y anotado 96 goles; siendo el cuarto jugador con más presencias y el sexto goleador histórico.

## Trayectoria

### Inicios
Cuando tan solo tenía 14 años de edad Alejandro jugaba para el equipo del entrenador Tucho Ortiz y en la Selección de fútbol de Antioquia,  siendo la máxima figura de estos clubes fue contactado por los dueños del Independiente Medellín y Atlético Nacional para integrar los planteles profesionales. Nunca llegó a fichar con ninguno de estos equipos dado que su única exigencia era que sus derechos deportivos siguieran siendo de él, a lo que los directivos no aceptaron.

### Millonarios
En 1969 jugando en un partido preliminar con el equipo de la Universidad Pontificia Bolivariana , se gestó el inicio de una meteórica carrera: al término del partido fue contactado y contratado por las directivas del cuadro "embajador" que sí aceptaron su condición. Sólo bastaron dos días de entrenamiento para que pudiera debutar con el uniforme albiazul, su talento era obvio y muy pronto ya estaba vestido de cortos para debutar con la camiseta de Millonarios.

" Para mi fue raro llegué a Bogotá un martes, al otro día ya estaba haciendo fútbol y el domingo debuté junto a un grande, Amadeo Carrizo. Fue simplemente bonito ".

Su primer entrenador y quien lo puso a debutar frente al Atlético Bucaramanga el día 11 de abril de 1969 fue el brasileño Otto Vieira.
En ese mismo año llegó a la Selección Colombia y fue inmediatamente calificado como el mejor jugador del fútbol colombiano. Con la Selección Colombia disputó las eliminatorias rumbo a los mundiales de México 1970, Alemania 1974, Argentina 1978. Aunque la eliminatoria de 1978, no la jugó la recuerda por su significado, era su adiós definitivo del combinado patrio. Su lesión ya no le daba más largas y "me tuve que hacer a un lado, aunque estuviera convocado".[cita requerida]
Así como los años 60 nos muestran a Delio "Maravilla" Gamboa como la gran figura de Millonarios y del fútbol colombiano, los 70, sin duda alguna, tienen a Alejandro Brand, junto a Willington Ortiz, entre sus grandes exponentes. Ambos conformaron la dupleta más prolífica, creativa y poderosa de su tiempo, y lideraron las campañas de las estrellas 10 y 11 de Millonarios, así como de varios subcampeonatos del club "embajador".
En la campaña de la décima estrella del "Glorioso Azul" fue el máximo anotador del club, por delante de grandes
jugadores de la talla de Jaime Morón, Apolinar Paniagua y el mismo Willington Ortiz quien para la época hacía sus primeros pasos como debutante.
Brand anotó 96 goles (91 en liga y 5 en Liberadores), que lo ubican en el sitial de los cinco máximos goleadores de la
historia del Millonarios, por delante del propio Willington Ortiz, del maestro Alfredo Di Stéfano, Miguel Ángel Converti, Arnoldo Iguarán entre muchos otros.
Alejandro Brand recuerda con gratitud la décima estrella que conseguía Millonarios y la primera en su haber.

" Fue una sensación placentera e inolvidable que difícilmente volveré a vivir" (…) para ese campeonato "Se dio todo fui el mejor jugador del año, el goleador del equipo con 15 anotaciones en el año y lo más bonito fue ver como toda Bogotá sentía el título tan propio, es más, hasta la Billo´s Caracas Boys nos compusieron una canción, viera cómo sonaba", recuerda Brand.

### Su retiro
Una lesión devastadora para su carrera acabó con la ilusión de seguir haciendo cosas grandes en el fútbol cuando sólo tenía 24 años de edad. 

 " La lesión que tuve fue de ligamento cruzado en la rodilla, para esa época era poco lo que se podía hacer por mi, di hasta donde sé que debía dar ", agrega Alejandro Brand cuando se le pregunta por el " Adiós de las canchas ".

" A veces jugaba con una pierna, pero seguía siendo goleador " , afirma Brand al tiempo que recuerda cómo vio que su vida dio un giro impresionante cuando apenas estaba empezando en el fútbol.

De su escuela de fútbol han salido varios jugadores que llegaron al profesionalismo como: Flaco Rivera, ‘Matador’ Herrera, Juan Carlos Jaramillo, Nicolás García, entre otros.

### Economista
Brand no sólo es un estudioso del fútbol y de su desarrollo en la niñez sino que también es Economista de la Universidad Jorge Tadeo Lozano en Bogotá.

" Esa experiencia de haber estudiado me llenó de conocimiento para fundar la escuela (…) trabajé en la Empresa de
Teléfonos de Bogotá (ETB) y en el desaparecido Instituto de Mercadeo Agropecuario (Idema), eso me dio la suficiente
experiencia administrativa para tener la escuela de fútbol".[cita requerida]

## Clubes

### Jugador
| Club                   | Temporada           | Liga | Liga  | Copa Libertadores | Copa Libertadores | Total | Total |
| Club                   | Temporada           | PJ.  | Goles | PJ.               | Goles             | PJ.   | Goles |
| ---------------------- | ------------------- | ---- | ----- | ----------------- | ----------------- | ----- | ----- |
| Millonarios · Colombia | 1968-1982           | 385  | 91    | 15                | 5                 | 400   | 96    |
| Total en su carrera    | Total en su carrera | 385  | 91    | 15                | 5                 | 400   | 96    |

### Otros cargos
| Club                   | Cargo                         | Año         | Asistente de:    |
| ---------------------- | ----------------------------- | ----------- | ---------------- |
| Millonarios · Colombia | Asistente Técnico             | 1994 - 1995 | Vladimir Popović |
| Millonarios · Colombia | Asesor en el comité deportivo | 2016        | Gustavo Serpa    |

## Palmarés

### Campeonatos nacionales
| Título           | Club        | País     | Año  |
| ---------------- | ----------- | -------- | ---- |
| Primera División | Millonarios | Colombia | 1972 |
| Primera División | Millonarios | Colombia | 1978 |

### Distinciones individuales
| Distinción                                                       | Año  |
| ---------------------------------------------------------------- | ---- |
| Premio Fox Sports a la trayectoria dentro del fútbol colombiano. | 2007 |